# Joseph Antoine Boisset
Pour les articles homonymes, voir Boisset.
Joseph Antoine Boisset, né le 7 octobre 1748 à Montélimar, mort le 15 septembre 1813 à Montboucher-sur-Jabron (Drôme), est un homme politique français.

## Biographie
Joseph Antoine Boisset naît le 7 octobre 1748 à Montélimar. Il est le fils de Joseph Boisset, conseiller du roi et receveur des tailles, et de son épouse, Rose Valérian. Son frère cadet est le général Joseph-Valérian de Boisset.
Sous l’Ancien Régime, Joseph Antoine Boisset exerçait la profession d’avocat à Montélimar (Drôme). En 1790, il devient administrateur de ce district. En 1792, il est élu député de la Convention par le département de la Drôme. Lors du procès de Louis XVI en janvier 1793, il vote la mort du roi.
Il siégea aux côtés des Montagnards et fut un révolutionnaire énergique et actif, il siégea peu mais fut souvent en mission. Il s’occupa d’organiser la première levée en masse à Marseille, Lyon, dans les départements de la Drôme et des Bouches-du-Rhône, puis dans l’Ardèche, l’Aveyron, l’Hérault, la Haute-Garonne, l’Aude, l’Ariège.
En mission à Marseille, dans l’Hérault et le Gard, en Saône-et-Loire, dans l’Ain. Il fut un représentant en mission plutôt modéré. Certaines sociétés populaires de Montpellier et d’Agde lui sont hostiles, il écrit au Comité de sûreté générale le 4 février 1794 : « Les intrigants d’Agde, de Cette (Sète) et de Montpellier doivent me dénoncer, je vous préviens… Les déclarations des malheureux habitants des campagnes, qui ont été pillés et taxés par la horde des scélérats qui veut régner, font mouvoir les passions ».
Terroriste modéré, il fut accusé par les Jacobins de Nîmes d’avoir commis des exactions, entre autres, d’avoir malmené le maire qu’il avait destitué, un partisan zélé de Jean-Paul Marat. La Convention lui intime l’ordre de rentrer à Paris.
Après le 9 thermidor an II (27 juillet 1794), il est envoyé en mission à Lyon où il apporta son soutien dans la chasse aux terroristes, puis dans l’Ain où il fit libérer les nobles, les prêtres réfractaires et les parents d’émigrés emprisonnés par les « terroristes ».

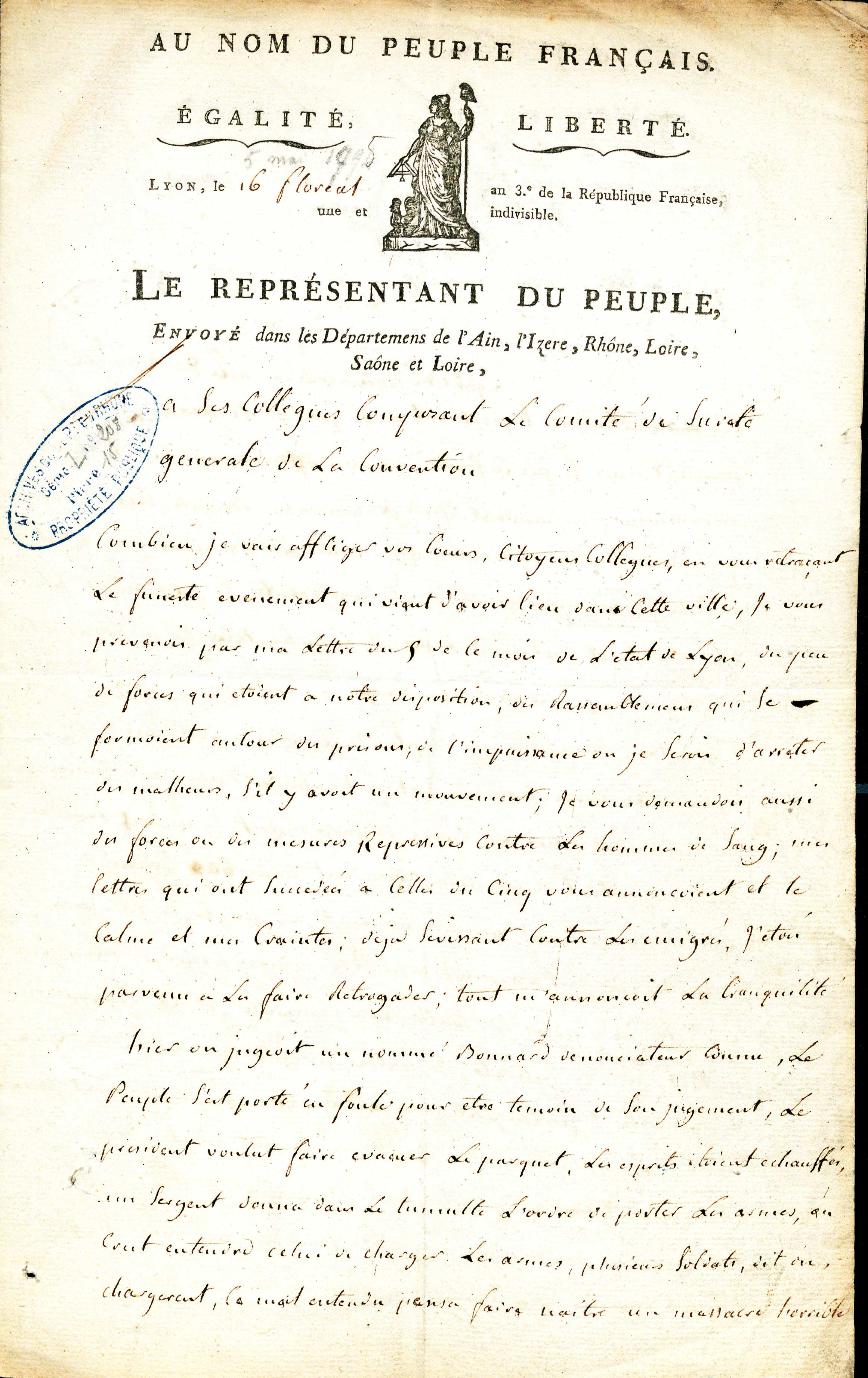
Boisset décrit les évènements survenus la veille dans la "Prison de Roanne" (Palais de Justice de Lyon)

En avril 1795, on le retrouve en mission dans l’Ain, l’Isère et le Rhône, dans ces départements il pourchasse les terroristes : « Il ne faut pas qu’un seul des scélérats qui ont opprimé leurs concitoyens, qu’un seul suppôt de la tyrannie conserve les moyens de nuire ». En tout cas Joseph Antoine Boisset sut intelligemment s’adapter à la réaction thermidorienne. 
À son retour à Paris, le vent politique ayant tourné de la droite vers la gauche, il se mit à attaquer les royalistes.
Sous le Directoire, il est élu au Conseil des Anciens par le département de la Drôme. Réélu en 1798 par le département de l'Ardèche, il se retira de la vie politique sous le Consulat et le Premier Empire.
De retour dans son pays natal, il vécut de sa modeste situation d’inspecteur des poids et mesures et finit sa vie comme conseiller de préfecture du département de l'Ardèche. Il meurt le 15 septembre 1813 à Montboucher, près de Montélimar.